# Седлічани

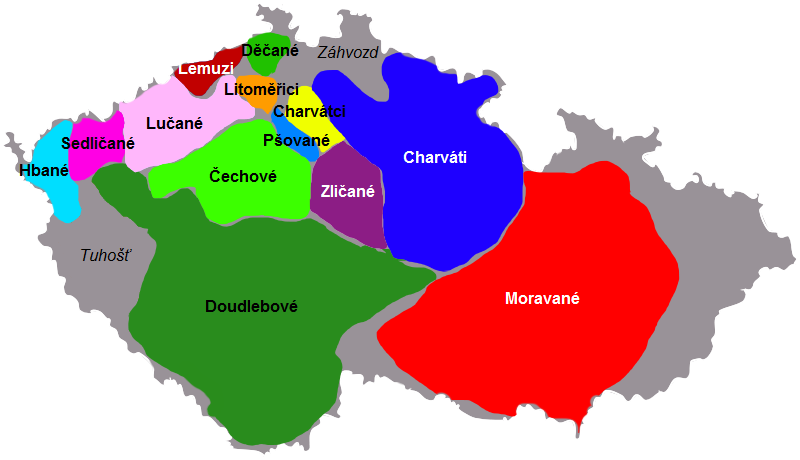
Седлічани на карті

Седлічани — мале західнослов'янське плем'я, яке знаходилося на півночі Богемії, на території сучасної Чехії. Їх сусідами були гбани і лучани. Плем'я седлічани довго зберігали територію Седліца, зараз це територія Карлових Вар. В кадастрі села Седліца до сих пір збереглася древня назва частини села — «Грицьова убоч».